# Treize-Septiers
Treize-Septiers település Franciaországban, Vendée megyében. Lakosainak száma 3361 fő (2022. január 1.). Treize-Septiers La Boissière-de-Montaigu, La Bruffière, Les Landes-Genusson, Montaigu-Vendée és Cugand-la-Bernardière községekkel határos.

## Népesség
A település népessége az elmúlt években az alábbi módon változott:
| Lakosok száma | 3053 | 3144 | 3239 | 3209 | 3245 | 3280 | 3281 | 3316 | 3361 |
|               | 2013 | 2015 | 2016 | 2017 | 2018 | 2019 | 2020 | 2021 | 2022 |